# Ciprinodòntids

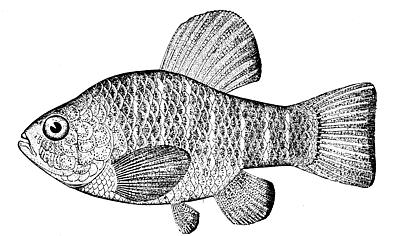
Cyprinodon variegatus (il·lustració de Lacépède, circa 1803).

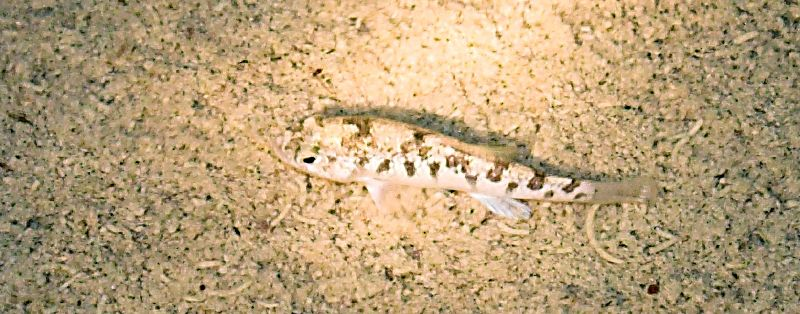
Exemplar de Cyprinodon eximius fotografiat a Texas, Estats Units.

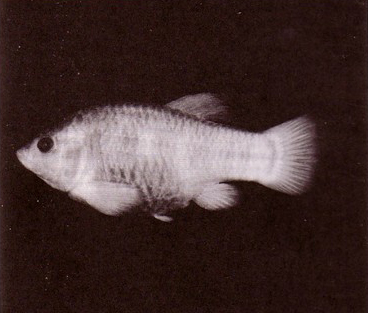
Exemplar de Cyprinodon nevadensis calidae (espècie de ciprinodòntid autòctona de Nord-amèrica i ja extinta).

Els ciprinodòntids (Ciprinodontidae) són una família de peixos teleostis de l'ordre dels ciprinodontiformes, petits, de cos curt, rabassut i cobert d'escates cicloides grans.

## Morfologia
- Presenten la boca en posició obliqua i proveïda de dents.
- Tenen les aletes dorsal i anal pràcticament a la mateixa alçada del cos i l'aleta caudal arrodonida.
- El cos està cobert d'escates cicloïdals.

## Alimentació
Mengen petits invertebrats, amb predomini dels crustacis i les larves d'insectes, principalment dels mosquits, dels quals són depredadors voraços.

## Hàbitat
Viuen sobretot a les aigües dolces i salabroses, però, en algunes ocasions, se'ls pot trobar en aigües marines, ja que són animals molt eurihalins (és a dir, que toleren grans variacions de salinitat).

## Distribució geogràfica
Els ciprinodòntids es troben a tots els continents de la Terra (tret d'Austràlia). L'única espècie de ciprinodòntid dels Països Catalans, el fartet (Aphanius iberus), és una espècie de peix endèmica de la costa mediterrània ibèrica, encara que també es troba a l'Àfrica del Nord.

## Observacions
El fet que s'alimentin de mosquits no ha estat ben coneguda fins a temps recents, cosa que portà a introduir a les zones de maresmes una espècie, la gambúsia, que ocupa el mateix nínxol ecològic, amb la finalitat de combatre els mosquits portadors del paludisme. Això ha comportat la introducció d'una espècie forana que posseeix un potencial reproductor molt superior al dels ciprinodòntits (és una espècie vivípara) i una major voracitat, que la porta a alimentar-se, fins i tot, dels ous dels ciprinodòntits, cosa que ha suposat el desplaçament d'aquestes espècies en àmplies zones de les maresmes catalanes.

## Taxonomia
- Gènere Aphanius
  - Aphanius almiriensis (Kottelat, Barbieri & Stoumboudi, 2007)
  - Aphanius anatoliae (Leidenfrost, 1912)
    - Aphanius anatoliae splendens (Kosswig & Sözer, 1945).

  - Aphanius apodus (Gervais, 1853).
  - Aphanius asquamatus (Sözer, 1942).
  - Aphanius baeticus (Doadrio, Carmona & Fernández-Delgado, 2002).
  - Aphanius burdurensis (Ermin, 1946).
  - Aphanius chantrei (Gaillard, 1895).
  - Aphanius danfordii (Boulenger, 1890).
  - Aphanius desioi (Gianferrari, 1933).
  - Aphanius dispar  (Rüppell, 1826).
    - Aphanius dispar dispar (Rüppell, 1829).
    - Aphanius dispar richardsoni (Boulenger, 1907).

  - Aphanius fasciatus (Valenciennes, 1821).
  - Aphanius ginaonis (Holly, 1929).
  - Fartet (Aphanius iberus) (Valenciennes, 1846).
  - Aphanius isfahanensis (Hrbek, Keivany & Coad, 2006).
  - Aphanius mento (Heckel, 1843).
  - Aphanius opavensis (Gaudant, 2006).
  - Aphanius punctatus (Heckel, 1847).
  - Aphanius saourensis (Blanco, Hrbek & Doadrio, 2006).
  - Aphanius sirhani (Villwock, Scholl & Krupp, 1983).
  - Aphanius sophiae (Heckel, 1847).
  - Aphanius sureyanus (Neu, 1937).
  - Aphanius villwocki (Hrbek & Wildekamp, 2003).
  - Aphanius vladykovi (Coad, 1988).[2]
- Gènere Cualac
  - Cualac tessellatus (Miller, 1956).
- Gènere Cubanichthys
  - Cubanichthys cubensis (Eigenmann, 1903).
  - Cubanichthys pengelleyi (Fowler, 1939).
- Gènere Cyprinodon
  - Cyprinodon albivelis (Minckley & Miller, 2002).
  - Cyprinodon alvarezi (Miller, 1976).
  - Cyprinodon arcuatus (Minckley & Miller, 2002).
  - Cyprinodon artifrons (Hubbs, 1936).
  - Cyprinodon atrorus (Miller, 1968).
  - Cyprinodon beltrani (Álvarez, 1949).
  - Cyprinodon bifasciatus (Miller, 1968).
  - Cyprinodon bobmilleri (Lozano-Vilano & Contreras-Balderas, 1999).
  - Cyprinodon bondi (Myers, 1935).
  - Cyprinodon bovinus (Baird i Girard, 1853).
  - Cyprinodon ceciliae (Lozano-Vilano & Contreras Balderas, 1993).
  - Cyprinodon dearborni (Meek, 1909).
  - Cyprinodon diabolis (Wales, 1930).
  - Cyprinodon elegans (Baird i Girard, (1853).
  - Cyprinodon eremus (Miller & Fuiman, 1987).
  - Cyprinodon esconditus (Strecker, 2002).
  - Cyprinodon eximius (Girard, 1859).
  - Cyprinodon fontinalis (Aksiray, 1948).
  - Cyprinodon higuey (Rodriguez & Smith, 1990).
  - Cyprinodon hubbsi (Carr, 1936).
  - Cyprinodon inmemoriam (Lozano-Vilano & Contreras Balderas, 1993).
  - Cyprinodon labiosus (Humphries & Miller, 1981).
  - Cyprinodon laciniatus (Hubbs & Miller, 1942).
  - Cyprinodon latifasciatus (Garman, 1881).
  - Cyprinodon longidorsalis (Lozano-Vilano & Contreras Balderas, 1993).
  - Cyprinodon macrolepis (Miller, 1976).
  - Cyprinodon macularius (Baird i Girard, 1853).
  - Cyprinodon maya (Humphries & Miller, 1981).
  - Cyprinodon meeki (Miller, 1976).
  - Cyprinodon nazas (Miller, 1976).
  - Cyprinodon nevadensis nevadensis (Eigenmann i Eigenmann, 1889).
    - Cyprinodon nevadensis amargosae (Miller, 1948).
    - Cyprinodon nevadensis calidae (Miller, 1948).
    - Cyprinodon nevadensis mionectes (Miller, 1948).
    - Cyprinodon nevadensis pectoralis (Miller, 1948).
    - Cyprinodon nevadensis shoshone (Miller, 1948).

  - Cyprinodon nichollsi (Smith, 1989).
  - Cyprinodon pachycephalus (Minckley & Minckley, 1986).
  - Cyprinodon pecosensis (Echelle & Echelle, 1978).
  - Cyprinodon pisteri (Miller & Minckley, 2002).
  - Cyprinodon radiosus (Miller, 1948).
  - Cyprinodon riverendi (Poey, 1860).
  - Cyprinodon rubrofluviatilis (Fowler, 1916).
  - Cyprinodon salinus salinus (Miller, 1943).
    - Cyprinodon salinus milleri (LaBounty & Deacon, 1972).

  - Cyprinodon salvadori (Lozano-Vilano, 2002).
  - Cyprinodon simus (Humphries & Miller, 1981).
  - Cyprinodon tularosa (Miller & Echelle, 1975).
  - Cyprinodon variegatus variegatus (Lacépède, 1803).
    - Cyprinodon variegatus baconi (Breder, 1932).
    - Cyprinodon variegatus ovinus (Mitchill, 1815).

  - Cyprinodon verecundus (Humphries, 1984).
  - Cyprinodon veronicae (Lozano-Vilano & Contreras Balderas, 1993).
- Gènere Floridichthys
  - Floridichthys carpio (Günther, 1866).
  - Floridichthys polyommus (Hubb, 1936).
- Gènere Garmanella
  - Garmanella pulchra (Hubbs, 1936).
- Gènere Jordanella
  - Jordanella floridae (Goode i Bean, 1879).
- Gènere Lebias
  - Lebias persicus (Jenkins, 1910).
  - Lebias splendens (Kosswig & Sözer, 1945).
  - Lebias stiassnyae (Getahun & Lazara, 2001).
  - Lebias transgrediens (Ermin, 1946).
- Gènere Megupsilon
  - Megupsilon aporus (Miller & Walters, 1972).
- Gènere Orestias
  - Orestias agassizii (Valenciennes, 1846).
  - Orestias albus (Valenciennes, 1846).
  - Orestias ascotanensis (Parenti, 1984).
  - Orestias chungarensis (Vila & Pinto, 1987).
  - Orestias crawfordi (Tchernavin, 1944).
  - Orestias ctenolepis (Parenti, 1984).
  - Orestias cuvieri (Valenciennes, 1846).
  - Orestias elegans (Baird i Girard, 1853).
  - Orestias empyraeus (Allen, 1942).
  - Orestias forgeti (Lauzanne, 1981).
  - Orestias frontosus (Cope, 1876).
  - Orestias gilsoni (Tchernavin, 1944).
  - Orestias gracilis (Parenti, 1984).
  - Orestias gymnotus (Parenti, 1984).
  - Orestias hardini (Parenti, 1984).
  - Orestias imarpe (Parenti, 1984).
  - Orestias incae (Garman, 1895).
  - Orestias ispi (Lauzanne, 1981).
  - Orestias jussiei (Valenciennes, 1846).
  - Orestias lastarriae (Philippi, 1876).
  - Orestias laucaensis (Arratia, 1983).
  - Orestias luteus (Valenciennes, 1846).
  - Orestias minimus (Tchernavin, 1944).
  - Orestias minutus (Tchernavin, 1944).
  - Orestias mooni (Tchernavin, 1944).
  - Orestias mulleri (Valenciennes, 1846).
  - Orestias multiporis (Parenti, 1984).
  - Orestias mundus (Parenti, 1984).
  - Orestias olivaceus (Garman, 1895).
  - Orestias parinacotensis (Arratia, 1982).
  - Orestias pentlandii (Valenciennes, 1846).
  - Orestias piacotensis (Vila, 2006)..
  - Orestias polonorum (Tchernavin, 1944).
  - Orestias puni (Tchernavin, 1944).
  - Orestias richersoni (Parenti, 1984).
  - Orestias robustus (Parenti, 1984).
  - Orestias silustani (Allen, 1942).
  - Orestias taquiri (Tchernavin, 1944).
  - Orestias tchernavini (Lauzanne, 1981).
  - Orestias tomcooni (Parenti, 1984).
  - Orestias tschudii (Castelnau, 1855).
  - Orestias tutini (Tchernavin, 1944).
  - Orestias uruni (Tchernavin, 1944).
  - Orestias ututo (Parenti, 1984).